# Komiakino
Komiakino (ros. Комякино) – wieś (ros. деревня, trb. dieriewnia) w zachodniej Rosji, w sielsowiecie drużnieńskim rejonu kurczatowskiego w obwodzie kurskim.

## Geografia
Miejscowość położona jest nad rzeką Rieut, 2 km od centrum administracyjnego sielsowietu drużnieńskiego (Drużnaja), 8,5 km od centrum administracyjnego rejonu (Kurczatow), 46 km od Kurska.
W granicach miejscowości znajduje się 99 posesji.

## Demografia
W 2010 r. miejscowość zamieszkiwało 108 osób.